# Ronald D. Gerste
Ronald Dietmar Gerste (* 28. März 1957 in Magdeburg) ist ein deutscher Historiker, Publizist und Augenarzt. Er ist Autor zahlreicher Sachbücher und lebt in der Nähe von Washington, D.C.
	Ronald Gerste studierte Medizin und Geschichte an der Universität Düsseldorf, die ihn 1985 zum Dr. med. und 1994 zum Dr. phil. promovierte. Als Journalist und Sachbuchautor hat Gerste zahlreiche Beiträge zur amerikanischen und englischen Geschichte veröffentlicht. Regelmäßig schreibt er für die Chirurgische Allgemeine und die Zeitschrift für praktische Augenheilkunde.
Als Korrespondent in den USA ist er vor allem für die Neue Zürcher Zeitung und das Deutsche Ärzteblatt tätig. In der Neuen Zürcher Zeitung ist er in der Kolumne Hauptsache gesund vertreten. Ferner schreibt er über Themen der amerikanischen und britischen Geschichte in Die Zeit, über amerikanische Reisethemen in der Frankfurter Allgemeinen Zeitung.
Bei seinen Büchern liegt der Schwerpunkt auf der amerikanischen Geschichte, vor allem jener der Präsidentschaft. 2009 erschien seine Biografie Abraham Lincolns, 2012 der erste Reiseführer in deutscher Sprache zu den Präsidentenhäusern und Präsidentenbibliotheken der USA. Eine Biografie John F. Kennedys erschien im Mai 2013. Im Oktober 2015 kam sein Buch über den Einfluss des Wetters auf historische Ereignisse und über Klimawandel in den letzten 2000 Jahren heraus. Ein Porträt der zweiten Hälfte des 19. Jahrhunderts und des vielfältigen Fortschritts in der Epoche – vor allem auf wissenschaftlichem Gebiet – ist sein 2021 erschienenes Werk "Die Heilung der Welt - Das Goldene Zeitalter der Medizin 1840 - 1914". Sprecher der Hörbuchausgabe ist Gert Heidenreich. Wenige Wochen nach dem Tod von Königin Elisabeth II. erschien im November 2022 seine politische Biografie der Queen.

## Werke
- Der Zauberkönig. Gustav III. und Schwedens Goldene Zeit. Steidl Verlag, Göttingen 1996, ISBN 3-88243-418-X.
- Düsseldorf. Porträt einer weltoffenen Metropole. Verlag Ellert & Richter, Hamburg 1997, ISBN 3-89234-762-X.
- Queen Victoria. Die Frau hinter dem Mythos. Verlag Friedrich Pustet, Regensburg 2000, ISBN 3-7917-1721-9.
- Die First Ladies der USA. Verlag Friedrich Pustet, Regensburg 2000, ISBN 3-7917-1685-9.
- Die Queen. Elizabeth II. und das Haus Windsor. Verlag Friedrich Pustet, Regensburg 2001, ISBN 3-7917-1767-7.
- Defining Moments. Amerikas Schicksalstage vom 4. Juli 1776 bis zum 11. September 2001. Verlag Friedrich Pustet, Regensburg 2002, ISBN 3-7917-1811-8.
- Amerikanische Dynastien. Verlag Friedrich Pustet, Regensburg 2005, ISBN 3-7917-1948-3.
- Glaukom – Ein Ratgeber. Verlag ad manum medici, Germering 2005, ISBN 3-928027-24-7.
- Der Graue Star. Keine Angst vor der Kataraktoperation. Verlag ad manum medici, Germering 2007, ISBN 3-928027-29-8.
- Abraham Lincoln. Begründer des modernen Amerika. Verlag Friedrich Pustet, Regensburg 2008, ISBN 978-3-7917-2130-9.
- Duell ums Weisse Haus. Amerikanische Präsidentschaftswahlen von George Washington bis 2008. Verlag Ferdinand Schöningh, Paderborn 2008, ISBN 978-3-506-76539-0.
- Düsseldorf. Verlag Ellert & Richter, Hamburg 2008, ISBN 978-3-8319-0310-8.
- Nordrhein-Westfalen. Verlag Ellert & Richter, Hamburg 2009, ISBN 978-3-8319-0342-9.
- Amelia Earhart. Der Traum von grenzenloser Freiheit. Verlag Friedrich Pustet, Regensburg 2010, ISBN 978-3-7917-2245-0.
- Roosevelt und Hitler. Todfeindschaft und totaler Krieg. Verlag Ferdinand Schöningh, Paderborn 2011, ISBN 978-3-506-77088-2.
- AMD-Ratgeber. Altersabhängige Makuladegeneration: was sie bedeutet, wie man ihr vorbeugt, wie man sie behandelt. Verlag ad manum medici, Germering 2011, ISBN 3-928027-34-4.
- Rendezvous mit Amerikas Präsidenten: Unterwegs zu den Orten ihres Lebens. Primus Verlag, Darmstadt 2012, ISBN 978-3-86312-028-3.
- JFK. 100 Fragen – 100 Antworten. Klett-Cotta Verlag, Stuttgart 2013, ISBN 978-3-608-94773-1.
- Wie das Wetter Geschichte macht: Katastrophen und Klimawandel von der Antike bis heute. Klett-Cotta Verlag, Stuttgart 2015, ISBN 978-3-608-94922-3.[3][4]
- Jacques Joseph – Das Schicksal des großen plastischen Chirurgen und die Geschichte der Rhinoplastik. Kaden Verlag, Heidelberg 2015, ISBN 978-3-942825-33-7.
- Der Graue Star. Etablierte Operationsverfahren und neue Lasertechnik Springer Verlag, Heidelberg 2015. ISBN 978-3-662-47281-1.
- Amerika verstehen. Geschichte, Politik und Kultur der USA. Klett-Cotta Verlag, Stuttgart 2017, ISBN 978-3-608-96167-6.
- Zusammen mit Lutz E. Pillunat: Augenheilkunde in Dresden – vom „Augendienst“ zur Universitätsaugenklinik. Kaden Verlag, Heidelberg 2018. ISBN 978-3-942825-69-6
- Zusammen mit Burkhard Dick und Tim Schultz: Femtosecond Laser in Ophthalmology. Thieme, New York 2018, ISBN 978-1-626-23236-5.
- Wie Krankheiten Geschichte machen: Von der Antike bis heute. Klett-Cotta Verlag, Stuttgart 2019, ISBN 978-3-608-96400-4.
- Trinker, Cowboys, Sonderlinge. Die 12 seltsamsten Präsidenten der USA. Klett-Cotta Verlag, Stuttgart 2019, ISBN 978-3-608-96445-5.
- Die Heilung der Welt - Das Goldene Zeitalter der Medizin 1840 - 1914. Klett-Cotta Verlag, Stuttgart 2021, ISBN 978-3608984095.
- Grüner Star: Leben mit dem Glaukom. Früherkennung und neue, minimalinvasive Therapien. humboldt, Hannover 2022. ISBN 978-3842631212
- Die Queen. Elisabeth II. und ihr Zeitalter. Klett-Cotta, Stuttgart 2022, ISBN 978-3-608-98675-4
- Amerikas Präsidentschaftswahlen. Von George Washington bis Donald Trump. NZZ Libro, Basel 2024, ISBN 978-3-907396-81-0
- Der Graue Star: Patientenratgeber zur Katarakt-Operation. Springer Verlag, Heidelberg 2024. ISBN 978-3662684023
- Ratgeber Schielen bei Kindern und Erwachsenen: Von der Diagnose zur Sehschule. Springer Verlag, Heidelberg 2025. ISBN 978-3662691175
- Wie Technik Geschichte macht: Von Gutenberg bis zum Smartphone. Klett-Cotta, Stuttgart 2025, ISBN 978-3608988017

## Links auf Beiträge
- Interview im WDR 2 vom 31. Mai 2021 mit Ronald D. Gerste zu seinem neuen Buch Die Heilung der Welt
- Interview des Deutschlandradio vom 24. Oktober 2015 mit Ronald D. Gerste zu seinem neuen Buch Wetter macht Geschichte
- Essay in der Neuen Zürcher Zeitung zur Rolle der USA bei Kriegsende 1918
- US-Präsidenten: Kapitäne im Oval Office. In: mare. Nr. 70, Oktober 2008 (mare.de).
- Das Dorf im Fluss. Vor 400 Jahren wurde in Virginia die erste englische Kolonie Nordamerikas gegründet. In: Die Zeit. Nr. 20, Mai 2007 (zeit.de).
- Geschichtsbild mit Weichzeichner. Bei den Gedenkfeiern zum Amerikanischen Bürgerkrieg schleichen sich revisionistische Tendenzen ein. In: Neue Zürcher Zeitung. 17. Dezember 2010 (nzz.ch).
- Der Sieg des Verlierers. US-Präsidentschaftswahl 1876. In: SpOn. 4. November 2008 (spiegel.de).
- Wahlverwandtschaften. Abraham Lincolns 200. Geburtstag wurde fast zeitgleich mit Barack Obamas Übernahme des Präsidentenamtes gefeiert. Über zwei Seelenverwandte an der Macht. In: ARTE Magazin. 25. März 2009 (arte.tv (Memento vom 18. April 2013 im Webarchiv archive.today)).
- Titanic Museum: Eisberg aus Pappmaché steuerbord voraus. Ausgerechnet in Pigeon Forge, inmitten der hügeligen Landschaft von Tennessee, steht ein Haus, so groß und mächtig wie ein Schiff – und erzählt die kurze Geschichte der Titanic. In: FAZ. 11. April 2012 (faz.net).
- Ronald D. Gerste: Medizin-Geschichte(n): Wie die Gebrechen von Staatsoberhäuptern die Geschicke der Menschheit bestimmen. In: Neue Zürcher Zeitung. 27. August 2014, abgerufen am 6. Juli 2016.